# Harold Washington Library–State/Van Buren (Metro de Chicago)
Harold Washington Library–State/Van Buren es una estación en las líneas Rosa, Roja, Marrón, Naranja, Azul y Púrpura del Metro de Chicago. La estación se encuentra localizada en One West Van Buren Street en Chicago, Illinois. La estación Harold Washington Library–State/Van Buren fue inaugurada el 3 de octubre de 1897.  La Autoridad de Tránsito de Chicago es la encargada por el mantenimiento y administración de la estación.

## Descripción
La estación Harold Washington Library–State/Van Buren cuenta con dos plataformas laterales y dos vías. 

## Conexiones
La estación es abastecida por las siguientes conexiones de autobuses: 
- Rutas del CTA Buses:

1. 2 Hyde Park Express
2. 6 Jackson Park Express
3. 10 Museum of Science and Industry
4. 22 Clark
5. 24 Wentworth
6. 29 State
7. 36 Broadway
8. 62 Archer (Owl Service)
9. 144 Marine/Michigan Express
10. 145 Wilson/Michigan Express
11. 146 Inner Drive/Michigan Express
12. 147 Outer Drive Express
13. 148 Clarendon/Michigan Express